# Vicente Ferrer Soriano
Vicente Ferrer Soriano (València, 1819 - 1895) fou un arquitecte i polític valencià. Estudià a l'Acadèmia de San Fernando i treballà com a arquitecte de l'ajuntament de València i de l'arquebisbat de València. Alhora, fou militant del Partit Progressista, amb el que va donar suport a la revolució de 1868. Després es va alinear amb el Partit Constitucional de Práxedes Mateo Sagasta, amb el que fou elegit diputat per Albocàsser a les eleccions generals espanyoles d'abril de 1872.
Un cop produïda la restauració borbònica fou nomenat tinent d'alcalde de l'ajuntament de València i diputat provincial dins les files del Partit Liberal Fusionista.